# Робота вдома (шахрайство)

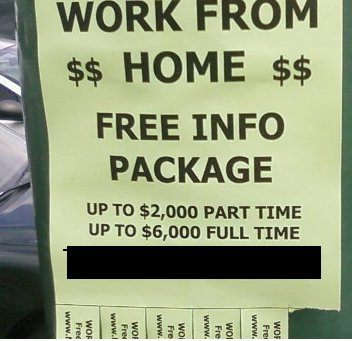
Оголошення обіцяє 2000 $ за неповний робочий день і 6000 $ за повний

Схема шахрайства «робота вдома» (англ. work-at-home scheme) — схема шахрайства, в якій жертва заманюється можливістю працювати, не виходячи з дому, робити легку роботу й отримувати максимум грошей за мінімум витраченого часу. Справжня мета псевдороботодавця (англ. job-scammer) — вимагання грошей з жертви шляхом стягування виплат за можливість почати роботу або примус жертви вкладати гроші в продукти, чия вартість перебільшена. Шахрай не завжди виступає в ролі роботодавця, він може бути продавцем інформації про вакансії надомної роботи.

## Схема злочину
Основна частина подібних пропозицій поширюється через Інтернет, оскільки він є дешевим засобом залучення цільової аудиторії, залишаючи лжероботодавцю можливість зберігати анонімність. В Інтернеті у потенційної жертви набагато менше можливостей перевірити легальність пропозиції про роботу. Першим видом шахрайства з роботою вдома були так звані «конверти з начинкою» (англ. envelope stuffing), що з'явилися за часів  Великої депресії в  США . Починалося з того, що потенційній жертві приходив лист з вкладеною в нього листівкою. У листівці говорилося, що вона може отримати роботу щодо заповнення конвертів, отримуючи по $ 2 за кожен заповнений і відправлений конверт. Для отримання роботи потрібно було відіслати $ 2 відправнику листівки. У відповідь жертва отримувала листа з інструкцією, що пропонує заробляти розсилкою аналогічних листів. У деяких країнах ведеться боротьба з такими схемами. В 2006 у в США з ініціативи Федеральної Торговельної Комісії був початий Проект помилкових надій (англ. Project FAL $ E HOPE $), одним із завдань якого є боротьба зі схемами роботи вдома. У рамках цього проекту Федеральною торговою комісією,  Міністерством юстиції США,  Поштовою службою Сполучених Штатів  і правовими агентствами одинадцяти штатів було скоєно понад 100 правозастосувань. Тим не менш, в наступному 2007 у 2.5 мільйона американців (приблизно 1 % населення країни) стали жертвами таких шахрайств, багато з них неодноразовими.
Справжня робота вдома дійсно існує, і багато людей працюють в комфорті у себе вдома. Але кожен, хто шукає таку можливість, повинен ретельно ставитися до відбору пропозицій. Небезпека полягає з надзвичайно широкою поширеністю шахрайських пропозицій, що підтверджується, наприклад, дослідженням, проведеним в США в 2009 році, за результатами якого тільки одну пропозицію надомної роботи з 42 було визнано легітимною. Більшість законних робіт вимагало якого-небудь позашкільної освіти, такого як диплом  ВНЗ або ПТУ, сертифікат, а також вимагали досвіду роботи. До того ж, багато законні вакансії по роботі вдома не припускали надомну роботу в чистому вигляді: турбувалися проводити якийсь час в офісі. Інше дослідження 5 тис. пропозицій, проведене компанією Staffcentrix, виявило співвідношення легітимних пропозицій до шахрайських як 1 до 54.
Схеми можливих шахрайських пропозицій не є раз і назавжди визначеним. Коли одні пропозиції роботи вдома перестають «працювати», шахраї вигадують інші.

## Види типових шахрайських пропозицій

### Робота руками
В одному з найпоширеніших видів шахрайства жертві пропонується зайнятися ручною роботою в домашніх умовах. Це робота з виготовлення промислових виробів: свічок, ґудзиків, запонок, мозаїки, медичного обладнання, іграшок, сантехніки, аксесуарів і так далі. Найчастіше весь процес виробництва зводиться до найпростіших операцій по створенню продукції з матеріалів, що надаються роботодавцем. Найпоширеніші з таких схем — заклеювання або заповнення конвертів, вирізання етикеток, наклеювання або вирізання марок, збірка канцелярського приладдя (найчастіше ручок), упаковка подарунків тощо. Зустрічаються схеми, де пропонується явно безглузда робота, наприклад, сортування бісеру за кольорами. Загальною рисою всіх подібних схем є вимога заплатити за що-небудь перед початком роботи. У жертви можуть стягувати гроші як заставу за матеріали, за навчання або інструкції, за доставку матеріалів або як доказ «серйозних намірів» жертви. Жертві повідомляється, що витрачені гроші повернуть з першою зарплатою / гонораром або що вони швидко окупляться. Саме отримання цього платежу є метою шахрая, в результатах роботи він не зацікавлений, тобто йому не потрібен вироблений товар. Вартість вихідних матеріалів, продаваних жертві, часто буває завищена. Якщо жертва звернеться до шахрая з метою обміну продукції на гроші, то їй дадуть відповідь, що товар не відповідає всім пропонованим до нього вимогам (або у компанії тимчасові фінансові труднощі або що-небудь ще в цьому роді) і будуть відповідати так весь час, якої б якості не був товар і скільки б разів жертва не переробляла роботу. Часто буває так, що шахрай ховається, не даючи жертві можливості здати вироблений товар, або навіть не надавши засоби виробництва, за які вона заплатила. Не виключається можливість придбання  бракованих або  крадених матеріалів. У результаті працівник залишається з виробленим продуктом і без покупця.
Приклад. Одна з шахрайських схем пропонує здобувачеві надомної роботи зайнятися виготовленням свічок вдома. Зателефонувавши за номером, вказаним в оголошенні, жертва отримує можливість прослухати повідомлення  автовідповідача, де сказано, куди і коли прийти, щоб отримати дану роботу. Прийшовши, розповідають, в чому полягає робота і пропонують пройти платне навчання, обіцяючи, що буде укладено договір. Далі шахрай дійсно проводить навчання, після чого пропонує підписати договір, в якому йдеться тільки про те, що здобувач платить за вже пройдене навчання, але там не сказано нічого про гарантії оплати майбутньої праці. Після підписання договору з жертви стягується плата за матеріали, необхідні для виробництва свічок. Попрацювавши якийсь час, жертва повертається з готовими свічками, але їй кажуть, що свічки вийшли  браковані і роботу потрібно переробити, купивши нові матеріали. Жертва може кілька разів переробляти роботу, у неї можуть навіть прийняти частину виробленого товару, але в результаті вийде, що витрачено набагато більше грошей, ніж зароблено.

### Робота на комп'ютері
Існують шахрайства, пов'язані з роботою на комп'ютері, у тому числі через Інтернет. Сенс таких схем може бути досить різноманітним. В одній зі схем шукачеві легких грошей пропонується робота по сортуванню електронних зображень. Потенційній жертві дається інструкція, як сортувати зображення (тобто розкладати зображення по папках відповідно за їх тематикою), і повідомляється, що для початку роботи необхідно вислати гроші за диски з зображеннями і на оплату поштових витрат. Після оплати шахрай розриває контакт. Аналогічним чином діє схема з пошуком інформації в Інтернеті. Відмінність тільки в тому, що замість сортування зображень, жертві потрібно шукати в Інтернеті відомості на якусь тему і платити треба за диск з інструкцією, а не із зображеннями. Є схеми, де жертві потрібно вчиняти якісь дії в Інтернеті. Різні по суті, ці схеми об'єднані тим способом, яким користується роботодавець для відходу від своїх зобов'язань щодо оплати праці. Це схеми з оплатою за кліки, участю в Інтернет-опитуваннях і переглядом спама. У шахрайстві з участю в Інтернет-опитуваннях претендентові пропонується взяти участь у одному або декількох Інтернет-опитуваннях. У схемі з переглядом спаму гроші нараховують за читання рекламних електронних листів. У схемі з оплатою за кліки (англ. Pay per click) жертві потрібно переглядати сайти, посилання на які надає роботодавець, який, у свою чергу, отримує гроші від власників цих сайтів, зацікавлених у збільшенні їхньої популярності. При цьому власник сайту вводиться в оману, тому що наплив відвідувачів сайту при такому способі «розкрутки» тимчасовий, популярність по-справжньому при цьому не збільшується. За всі ці дії жертві нараховується зарплата на віртуальний рахунок. Стверджується, що якщо кількість грошей на рахунку більше певної суми, то жертва зможе зняти гроші з цього рахунку. Однак зняти гроші з цього рахунку не вдається, оскільки така можливість спочатку не була передбачена шахраєм-роботодавцем. Гроші можуть просто не нараховуватися або нарахування можуть бути настільки малі, що необхідна сума буде недосяжна. При наближенні до необхідній сумі нарахування можуть бути зменшені або заблокований сам рахунок. У кожному разі буде задіяний один з цих варіантів або якась їх комбінація. У зв'язку з цим розвинулася похідна форма шахрайства — продаж програм, які нібито дозволяють зняти гроші з рахунку. Крім втрати часу, жертва ризикує тим, що при реєстрації на сайті шахрая адреса її електронної пошти потрапить в бази даних адрес для розповсюдження спаму. Шахрайство з поширенням спаму за змістом схоже на описану на початку статті схему з наповненням конвертів, де роль звичайної пошти виконує електронна. В інструкції, що надходить електронною поштою, здобувачеві такої роботи пропонується залишати рекламні повідомлення на всіх підряд online-форумах і продавати ці інструкції іншим жертвам. Робота оператором електронного платіжної системи (такий, як Webmoney), за запевненнями оголошення, полягає в тому, щоб гроші, що приходять на вказану електронну рахунок, перераховувати на інший електронний рахунок. Шахрай-роботодавець перестане виходити на зв'язок після отримання грошей, які вимагає від жертви як гарантію серйозності її намірів. Стягування такого платежу — складова частина багатьох шахрайських схем. Це, зокрема, схеми, де пропонувалися набирати текст з аудіофайлів або відсканованих документів, перекладати текст з іноземної мови (в оголошенні може бути сказано, що знати мову для цього не обов'язково, достатньо буде скористатися  автоматичним перекладачем і виправити стилістику отриманого тексту) або просто виправити помилки в наданому тексті. Вимога завдатку може пояснюватися тим, що компанія яка надає роботу зазнає збитків від недобросовісних працівників, які не виконують свої зобов'язання, тому змушена себе убезпечити таким чином. На відміну від усього вищеописаного, пропозиції надомної роботи з обробки тексту не завжди є шахрайськими.
Існують схеми з надомною роботою на комп'ютері, в яких шахрай-роботодавець може бути зацікавлений не тільки в грошах жертви, а й в результатах її праці. У таких схемах шахрай намагається обдурити фрилансерів: перекладачів, копірайтерів, програмістів, журналістів, письменників і всіх, чия робота може бути виконана віддаленим чином. Шахрай може просто не заплатити, отримавши результати праці жертви, він може дати працівнику тестове завдання («Раптом ви неграмотні? Ми повинні перевірити ваші навички!») І зникнути після отримання його результатів або поставити працівникові важку умову і утримувати частину зарплати, якщо воно не виконується. Буває так, що шахрай, якому потрібно виконати якусь роботу, розділяє її на частини і розподіляє її між здобувачами надомної роботи, стверджуючи, що це тестове завдання, необхідне для прийому на роботу. Після того як жертви, виконавши завдання, повертають лжероботодавцю результати своєї праці, їм відповідають, що робота виконана неякісно, що працівник «не підходить» або що-небудь ще в цьому роді. Таким чином можуть створюватися вебсайти, книги, статті, сценарії для фільмів, серіалів і комп'ютерних ігор і так далі, виходить, що всю роботу виконали жертви, а результати праці належать шахраєві, причому у жертв немає можливості стягнути гроші за свою роботу.
Приклад Одна зі схем — пропозиція розфарбовувати чорно-білі малюнки в  графічному редакторі. Для того, щоб почати роботу, потрібно заплатити за диск з нерозфарбованими картинками. Диск жертва отримає, але за зроблену роботу їй не заплатять — можуть відповісти, що у неї немає творчої думки, що робота зроблена неправильно, або взагалі не вийдуть на зв'язок.
Ще приклад. В Інтернеті зустрічаються оголошення, що пропонують здобувачеві гроші за введення символів з картинок (капч). В даному випадку шахрай зацікавлений у результатах праці — введення капч дозволяє спеціальними програмами в автоматичному режимі реєструватися на сайтах для подальшого розсилання спаму і вірусів. Жертва за свою шкідливу діяльність грошей, як правило, не отримує. Їй можуть платити дуже мало або її рахунок можуть заблокувати без пояснення причин.

### «Call-центри»
Існують схеми з роботою «на телефоні». Робота полягає у вчиненні телефонних дзвінків для підвищення пасивних продажів або продажу товару або послуги, яку важко або неможливо продати. Часто це пов'язано зі схемами  мережевого маркетингу. Після реалізації товару шахрай-роботодавець зникає, не виплативши заробітну плату і змушуючи жертву самостійно розбиратися з ошуканими клієнтами та правоохоронними органами. З жертви може також стягуватися платіж «за виділений номер» або «за сертифікат працівника». Є схема, в якій здобувачеві надомної роботи пропонуються гроші за те, що він, одержавши поштою посилку, перешле її за вказаною адресою. Переславши посилку, жертва стає співучасницею злочину, тому що в таких посилках міститься крадений товар. У даному випадку метою злочинця є не вимагання грошей, а отримання можливості перемістити крадене майно безпечним для себе способом. Самим нехитрим шахрайством є таке, в якому сенс роботи жертві взагалі не повідомляється. В оголошенні написано тільки те, що якась організація нібито пропонує високооплачувану роботу вдома і для того, щоб отримати інформацію про неї, потрібно перерахувати певну суму на певний рахунок. Відповіді жертва не отримує. В іншому варіанті шахрайства жертві пропонується зателефонувати на платний телефонний номер для отримання «більш докладної інформації». Шукачам роботи вдома може пропонуватися купити список вакансій надомної роботи. Зазвичай це складений за випадковим принципом список компаній, які взагалі не потребують подібних працівниках, або потребували них колись давно. Також шахраями може пропонуватися допомога в працевлаштуванні на подібні види роботи або у створенні власного бізнесу вдома.

### Домашній бізнес
Жертві можуть пропонуватися так звані «бізнес-пакети» (вони ж «комплекси»), тобто ідеї для початку домашнього бізнесу. Різноманітність ідей бізнесу обмежена лише фантазією шахрая, зокрема, це можуть бути ідеї про заробіток в Інтернеті або технології надомного виробництва будматеріалів, перських килимів, обробки скла і так далі. Зазвичай, продавець таких пакетів стверджує, що хоче з  альтруїстичних спонукань («Просто набридло все для себе — пора і людям.») Поділитися «цінною» ідеєю з потенційними конкурентами, замість того, щоб заробляти гроші самому. В оголошенні всіляко підкреслюється дієвість конкретної пропозиції в порівнянні з іншими подібними («Не хочу хвалитися, але різні бізнес-пакети, електронні підручники — загалом все, що пропонувалося людям в мережі Інтернет, — це просто дурниця в порівнянні з моїм комплексом.») . Після здійснення покупки жертва виявляє, що придбала «пустушку», або інструкцію про те, як почати бізнес з продажу «бізнес-пакетів». У придбаної інструкції може бути сказано, що це тільки перша частина керівництва і що решта частини потрібно купувати окремо, як правило, за більшою ціною. Ще один варіант — твердження про те, що придбання чергового пакету на порядок збільшить дохід. Можуть пропонуватися знижки за придбання декількох пакетів відразу, при цьому створюється ілюзія того, що такий крок вигідний. Насправді з таких керівництв жертва не дізнається нічого, що не можна було б прочитати в Інтернеті. Одне з шахрайств з надомною бізнесом пропонує зайнятися вирощуванням  полуниці. Реклама цього бізнесу стверджує, що існує спосіб, за допомогою якого можна вирощувати полуницю круглий рік в домашніх умовах, отримуючи великий урожай, який можна буде продавати за значну суму грошей. Заплативши певну суму за відеокерівництво, жертва отримує, якщо пощастило, збірку порад з вирощування полуниці в тепличних умовах. Насправді полуниця — вибаглива рослина, і одержувати врожай комерційних масштабів, вирощуючи її в домашніх умовах, неможливо. Те ж саме відноситься до ананасів, орхідей і багатьох інших рослин. Іноді пропонується справжня робота вдома, але таких випадків меншість.

## Технологія обману

### Ознаки обману
Є кілька ознак, за допомогою яких можна легко відрізнити шахрайські пропозиції від справжніх. Основна відмінність шахрайських пропозицій від справжніх в тому, що в шахрайських працівникові пропонується заплатити роботодавцю за що-небудь. Методи вимагання грошей бувають найрізноманітнішими, необхідні при цьому суми грошей можуть бути невеликими. В оголошенні може бути сказано, що компанія-роботодавець нібито втрачає гроші через несумлінних працівників, які не виконують свої зобов'язання, тому змушена брати «символічну» передоплату як підтвердження «серйозності намірів» працівника. Повідомляється, що завдаток буде повернений з першою зарплатою / гонораром. Якщо йдеться про ручну роботу (заклеювання конвертів, сортування бісеру, виготовлення свічок і так далі), то з працівника береться плата за матеріали, при цьому завищується їх ціна і не обумовлюються умови повернення. Також може стягуватися плата за оформлення сертифікатів, персональних атестатів, за повідомлення про високоприбуткових пропозиціях, за будь-які інструкції, за керівництва, за відеопосібники, за тестування, за бланки анкет або за сприяння в працевлаштуванні. Організації, які дійсно надають послуги з працевлаштування, стягують гроші тільки після того, як знайдуть роботу клієнту, наприклад, у вигляді частини першої зарплати. Шахрай може виманювати гроші неодноразово, використовуючи різні приводи. Справжній роботодавець ніколи не буде вимагати гроші за можливість почати роботу. Мета шахрайських пропозицій — залучення якомога більшої кількості потенційних жертв. У таких оголошеннях немає вимог до віку, досвіду, кваліфікації працівника. Там не вказується посада, немає інформації про обов'язки, вказується тільки те, що робота надомна. У справжніх оголошеннях спочатку вказується сенс роботи і необхідні вимоги до претендента, вже потім говориться, що роботу можна виконувати  віддалено. Навіть просто наявність в оголошенні словосполучення «робота вдома» є тривожним знаком, тому що це не назва посади. Шахрайські пропозиції обіцяють потенційній жертві високий дохід, зокрема, це можуть бути обіцянки великої зарплати. Обсяг обіцянок залежить від вибору шахрая і від того, на жителів якої країни орієнтоване оголошення. Справжній роботодавець буде платити зарплату, відповідну кваліфікацію і рівнем освіти працівника, а також складності виконуваної роботи. Він не буде платити великих грошей за таку примітивну роботу, як вирізання етикеток або заклеювання конвертів. Якщо в оголошенні розповідається про який-небудь високоприбутковий бізнес вдома, то виникають питання: «Чому хтось хоче поділитися цінною ідеєю з потенційними конкурентами, замість того, щоб заробляти самому і чи буде хто-небудь платити великі гроші за вироблений товар / послугу?» Робота, яку пропонують шахраї, часто не надто схожа на таку, за яку хтось готовий платити гроші. Наприклад, виготовлення вручну того, що зазвичай проводиться машинним способом. Оголошення шахраїв схожі на рекламу. Вони можуть бути емоційні, в них можуть бути пропозиції, цілком складені з великих літер з багатьма знаками оклику. Вони можуть бути надмірно багатослівні і містити безліч граматичних, орфографічних і стилістичних помилок, що для справжніх оголошень не характерно. Вони розміщуються так, щоб їх побачило безліч людей, на відміну від справжніх, які орієнтовані тільки на тих, у кого є певна кваліфікація. Справжньому роботодавцю не потрібно необмежену кількість працівників, йому потрібен працівник з певними навичками на певну посаду. Шахрайські пропозиції поширюються такими способами, які респектабельний роботодавець не стане використовувати. Це листівки на парканах, на стовпах, на стінах будинків, замітки в газетах безкоштовних оголошень, роздача візиток на вулицях.

### Залучення
Велика частина таких пропозицій поширюється через Інтернет. Це повідомлення, у великих кількостях опублікованих на різних онлайн-форумах. Вони розміщуються на спеціально створюваних сайтах і приходять у вигляді спама. Сайти шахраїв часто складаються всього з декількох сторінок. Дивно, якщо роботодавець, який розмістив на своєму сайті оголошення про вакансії, не пише в оголошенні, в чому сенс пропонованої роботи, але готовий пояснювати це кожному здобувачеві окремо. Занадто настирлива реклама, наприклад, у вигляді спливаючих вікон, що з'являються при спробі закрити сайт роботодавця, є ознакою обману. Один з важливих кроків при виявленні шахрайства — перевірка легітимності організації, що надає робоче місце. Організації шахраїв надають мінімальну кількість контактних даних. Дуже часто в їх оголошеннях вказаний тільки стільниковий телефон або адресу електронної пошти. Відсутність у компанії постійного  юридичної адреси, стаціонарного телефону та інших реквізитів, сайту — ознаки обману. Відсутність сайту, офісу, телефону може пояснюватися тим, що компанія прагне заощадити гроші. Якщо попросити у лжероботодавця надати інформацію про компанії, то він перерве контакт або його реакція буде неадекватною («Ви що, нам не довіряєте ?!»). Сайти шахраїв часто розташовані на безкоштовних хостингах, а електронна пошта на безкоштовних  доменах. Однак навіть відсутність всіх вищевказаних ознак не є твердою гарантією. Важливо те, наскільки відома компанія. У маловідомій компанії немає клієнтської бази, яка дала б можливість виплачувати високу зарплату працівникам. Справжній роботодавець не проситиме відправити відповідь за адресою, який не збігається з тим, з якого прийшов лист, його сайт орієнтований на залучення клієнтів, а не працівників, він не надасть щедрий  соцпакет початківцям, він не буде наполегливий у спробах залучити конкретного працівника. Багато шахраї, які пропонують віддалену роботу, довідуються у претендента цієї роботи, чи може він під'їхати в офіс для особистої бесіди. Якщо претендент відповідає, що не може, через те, що він знаходиться в іншому місті, то йому повідомляють, що це не важливо і він все одно може почати роботу. Якщо претендент відповість, що може, то лжероботодавець спробує цієї зустрічі уникнути (хоча б тому, що у нього може не бути офісу), на відміну від роботодавця сьогодення, якого подібна ситуація не збентежить. Готовність роботодавця до особистої зустрічі з претендентом роботи на території роботодавця — одна з ознак відсутності шахрайства. Існує простий спосіб виявлення шахрайських оголошень — потрібно набрати назву організації, що надає вакансію, в  пошуковій системі і перевірити, що пишуть про неї в Інтернеті. Існують ресурси, підтримувані ентузіастами і обдуреними здобувачами роботи, які збирають відомості про шахраїв-роботодавців. Звернення до них має сенс. Однак і цей спосіб перевірки так само ненадійний, хвалебні відгуки про компанію може залишати сам шахрай під різними іменами, або його спільники. Так само, як і про добросовісну компанії можуть написати негативні відгуки її конкуренти. Незважаючи на певну ненадійність, даний спосіб перевірки, як правило, досить дієвий. Найчастіше шахраї воліють отримувати гроші не  готівкою, а за допомогою  електронних платіжних систем. Існують схеми, що пропонують жертві відправити SMS на платний (він же короткий) номер. Подібна прохання є абсолютно точним ознакою шахрайства. Необхідною, але не достатньою ознакою відсутності шахрайства є належним чином оформлений  трудовий, або цивільно-правовий договір, в якому позначені всі обов'язки працівника і роботодавця. Передбачається, що в цьому договорі буде точно зазначено найменування роботодавця, коло взаємних обов'язків і відповідальності за невиконання обов'язків сторонами, розмір винагороди та умови її виплати. Найчастіше шахрай, щоб приспати пильність жертви, укладає договір, але не трудовий, а про  купівлі-продажу (якщо працівнику продають матеріали) або про навчання (якщо з працівника беруть гроші за навчання). Якщо робота передбачає ручну працю, то відсутність гарантії збуту готової продукції або можливості повернення бракованих матеріалів роботодавцю є ознакою шахрайства. Загалом, пропозиція, настільки хороша, що не схожа на правду, справжньою вона і не є.

### Приклад оголошення

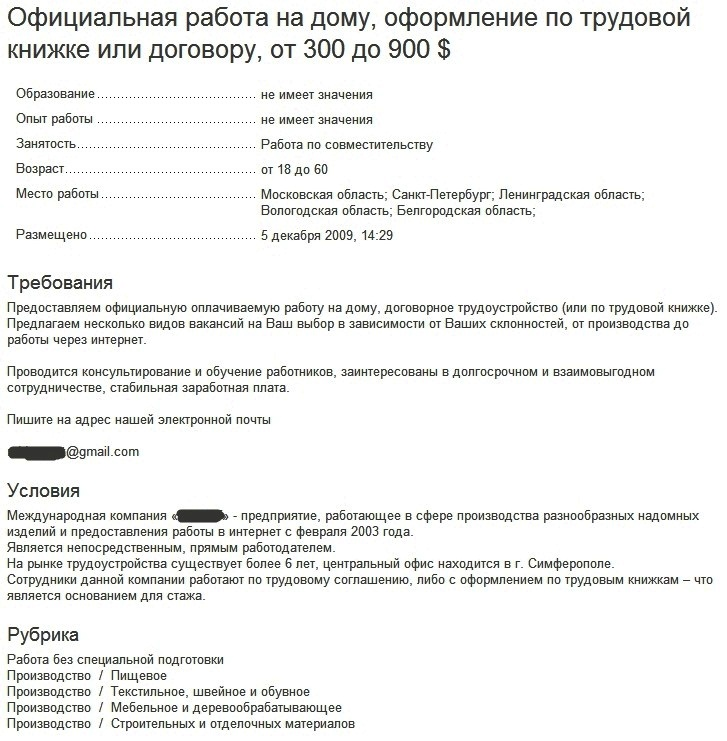

Це оголошення має кілька ознак того, що воно шахрайське. У ньому не пред'являються вимоги до кваліфікації працівника, вимоги до віку дуже м'які. З контактних даних тільки адреса електронної пошти, що знаходиться на безкоштовному домені Gmail. Прямо в заголовку зазначено, що робота надомна, але немає конкретних даних про саму роботу. Адреса офісу компанії не вказана, вказане тільки місто, в якому він нібито перебуває. Декларована зарплата в зазначених регіонах під час, до якого належить оголошення, була досить високою, тим більше для роботи за сумісництвом.

## Постраждалі від шахрайства

### Методи усипляння пильності жертви
Для того, щоб переконати здобувача надомної роботи добровільно розлучитися з грошима, шахраї застосовують методи маніпуляції, покликані знизити здатність жертви до критичного мислення. Найпоширеніший прийом спрямований на людей, охочих легко і швидко збагатитися. Жертві пропонується можливість заробити великі гроші, набагато більші, ніж ті, які вона звикла заробляти, не прикладаючи при цьому значних зусиль. Дуже часто такі обіцянки різко знижують здатність жертви до тверезого аналізу ситуації. При наявності можливості шахрай створює ілюзію того, що працівник необхідний йому терміново, що у жертви багато конкурентів, або приводить яку-небудь іншу причину того, чому вона повинна діяти швидко. Жертві не дають часу на роздуми («Охочих занадто багато, вам може не вистачити роботи»), Бо надто багато думаюча жертва може розпізнати обман. Використовуються методи навіювання, придушення критичного мислення, створюється обстановка, що перешкоджає спокійному неквапливому розгляду деталей пропозиції про роботу. Разом з обіцянками швидкого набуття багатства зустрічаються обіцянки того, що йому супроводжує — розкішного життя, поваги з боку оточуючих та фінансової незалежності. Оголошення пов'язують все це з конкретною пропозицією надомної роботи. Розповідаються історії успіху людей, які нібито заробили на цій роботі великі гроші, повідомляється, що проблеми жертви в минулому і що почнеться життя, яким вона гідна, і так далі. Всі ці обіцянки супроводжуються зображеннями усміхнених людей, дорогих машин, особняків, грошей, золота і всього того, що асоціюється з щастям, багатством і престижем. Обсяг обіцянок нічим не обмежений. Підкреслюється, що все залежить від того, наскільки старанно жертва буде виконувати саме цю роботу. Шахрай докладає зусиль для того, щоб надати пропозиції солідний і серйозний вигляд. Жертві пропонується історія розвитку компанії, телефони провідних співробітників, фотографії людей, будівель і документів, які нібито відносяться до даної організації тощо. Скрізь, де тільки можна, розміщуються похвальні або просто хороші відгуки про певну надомну роботу з посиланнями на сайт шахрая-роботодавця або іншими контактними даними, нібито написані людьми, які збагатилися на цій роботі і охочими поділитися нею з іншими. Часто подібні відгуки розміщуються і на сайті шахрая. Поруч з шахрайськими оголошеннями можуть розташовуватися оголошення про набір комірників, вантажників і іншого персоналу, розміщені для того, щоб надати сайту правдоподібний вигляд. В оголошеннях можуть згадуватися назви відомих компаній. При цьому створюється ілюзія того, що пропозиція про роботу має до них якесь відношення. Шахрай починає вимагання з невеликих сум грошей, розраховуючи, що жертва, одного разу розлучившись з грошима, буде платити далі, в надії повернути втрачене. Шахрай також розраховує на те, що, усвідомивши обман, жертва не звернеться в правоохоронні органи, якщо втрачена сума грошей невелика. У шахрайському оголошенні може прямо затверджуватися, що воно не є шахрайським («Усі пропоновані роботи юридично законні. Ми не маємо нічого спільного з діяльністю організацій і приватних осіб, що зловживають довірою людей в корисливих цілях і для проведення будь-яких шахрайських операцій», «На відміну від більшості шахраїв ми працюємо серйозно»). Для усипляння пильності на сайтах шахраїв або навіть в самих шахрайських оголошеннях можуть розміщуватися заклики остерігатися обману. Шахрайські пропозиції можуть звертатися в тому числі і до релігійних почуттів жертв. В оголошенні може бути зазначено, що вакансія надана «християнською компанією» (що це може означати, не роз'яснюється), що це робота для християн, що вона благословлена Богом і так далі. У шахрайських оголошеннях може бути написано все що завгодно, тому що шахраї свідомо не мають наміру свої обіцянки виконувати. Припущення про те, що якісь моральні норми якось перешкодять їм у виконанні шахрайства, є помилковим.

### Психологічні особливості жертви
Жертвами стають ті люди, які керуються прагненням збагатитися швидко і з мінімальними зусиллями. У цьому бажанні жертва і шахрай подібні, тільки шахраєві вдається це бажання реалізувати, а жертві — ні. Жертвам можуть бути притаманні такі якості, як сугестивність (поступливість, піддатливість), невігластво в тій сфері, в якій організовано шахрайство (у тому числі і правова неграмотність), довірливість (без схильності до критичного аналізу ситуації), авантюризм, інфантилізм (у вигляді нерозвиненості критичного мислення), антиінтелектуалізм та ірраціоналізм. Через різницю в менталітеті різні схеми шахрайства мають різну ефективність в різних країнах. Зокрема, серед жителів США багато тих, у кого є так звана «підприємницька жилка». Таким людям не хочеться працювати на інших, тому вони частіше стають жертвами тих шахрайств, де обіцяють фінансову незалежність. В Україні дієвіші шахрайства, де що-небудь пропонується «на халяву», тобто безкоштовно або за зниженою ціною.
Ось список типових жертв таких схем:
- Безробітні, які страждають  синдромом вигорання, і прагнуть якнайшвидше знайти роботу, щоб поліпшити своє життя
- Безробітні, які шукають легку високооплачувану роботу
- Безробітні, які не мають достатніх навичок для влаштування на високооплачувану роботу
- Працівники, які шукають додатковий дохід
- Літні люди, інваліди, батьки з маленькими дітьми та інші люди, що не мають можливість вільно залишати своє житло
- Ті, у кого є багато вільного часу і бажання ним скористатися для заробітку
- Ті, хто змушений кожен день долати велику відстань для того, щоб потрапити на роботу
- Ті, у кого немає часу і / або бажання вивчати ринок праці
- Ті, кому незручний нормований робочий день
- Ті, хто не має можливості влаштуватися на роботу через відсутність відповідних вакансій
- Знаходяться в  пригніченому стані люди, які хочуть заробити що б це не коштувало. Молоді люди частіше стають жертвами шахраїв-роботодавців, оскільки вони мають менший життєвий досвід. У періоди  економічної нестабільності число претендентів надомної роботи зростає.

### Наслідки
Наслідки дії таких схем наступні:
- Втрата грошей[7]: за вступ зазвичай потрібно завдаток, маленький чи великий. Деякі «роботодавці» зникають одразу після отримання грошей. Інші вимагають велику плату, обіцяючи збільшення прибутку в майбутньому. Іноді зарплата виплачується фальшивими чеками або виробленої продукцією.
- Втрата справжньої роботи: залишивши свою справжню роботу в пошуках «легких» грошей, жертва часто не може на неї повернутися.
- Втрата доброго імені: продаж дефектного товару може серйозно зашкодити репутації продавця.
- Проблеми із законом: деяким жертвам зарплату платять  фальшивими грошима. У той же час вони можуть ненавмисно порушувати закон, працюючи під керівництвом злочинця, при цьому вся відповідальність лягає на них. Ці порушення можуть бути як адміністративними, так і кримінальними. Ситуація може скластися так, що жертві доведеться відповідати за злочини свого роботодавця.
- Втрачений час: жертви часто витрачають велику кількість часу, не отримавши за це ні  копійки. Цей час вони могли витратити на заробляння грошей на законній роботі.
- Крадіжка особистості: метою або однією з цілей шахрайства може бути отримання  персональних даних жертви, які можуть бути використані в злочинних цілях або продані третій стороні, яка може скористатися цими даними різними способами, зокрема, для  поштової розсилки рекламних матеріалів від імені жертви.
- Втрата довіри: роботодавці, що пропонують легальну надомну роботу, стикаються з тим, що їх апріорі приймають за шахраїв.

## Боротьба з шахрайством
Поширеність шахрайських схем з надомною роботою пояснюється тим, що в переважній більшості випадків шахраєві вдається уникнути відповідальності. Одна з причин цього — той факт, що в більшості випадків шахрай діє через Інтернет, де легко зберегти анонімність, не надаючи свої контактні дані або підроблюючи їх. Навіть якщо особа злочинця встановлена, то зібрати докази для притягнення його до відповідальності буде досить складно. Грає роль і та обставина, що жертви одного шахрая, як правило, не знають один одного і не можуть скоординувати свої дії. Часто втрачена жертвою сума грошей достатньо мала (50, 100 або 200 гривень) для того, щоб жертва почала активні дії по її поверненню. Відповідальність за здійснення різних шахрайських схем може бути передбачена в законодавстві, а може і не бути. Це пов'язано з тим, що шахраї досить винахідливі в справі винаходу нових схем, а законодавство вдосконалюється відносно повільно. Це дозволяє деяким шахраям залишатися безкарними, навіть якщо їх вина, з обивательської точки зору, не викликає сумніву.